# Withania
Withania é um género botânico pertencente à família Solanaceae.